# David Julian Hirsh
David Julian Hirsh (Montréal, 26 ottobre 1973) è un attore canadese.
Conosciuto per aver interpretato le serie televisive Hawthorne - Angeli in corsia e Il sesso secondo Josh, si è dedicato anche all'attività di produttore e autore del documentario Camp Hollywood per il quale ha vinto un Gemini Award nel 2005.

## Filmografia

### Cinema
- Blue Hill Avenue, regia di Craig Ross Jr. (2001)
- OHM, regia di Steven Barwin e Gabriel David Tick (2001)
- Confessioni di una mente pericolosa (Confessions of a Dangerous Mind), regia di George Clooney (2002)
- Un amore sotto l'albero (Noel), regia di Chazz Palminteri (2004)
- The Trotsky, regia di Jacob Tierney (2009)
- The Chicago 8, regia di Pinchas Perry (2011)

### Televisione
- Nikita (La Femme Nikita) – serie TV, episodio 2x05 (1998)
- Twice in a Lifetime – serie TV, episodio 2x03 (2000)
- Largo Winch – serie TV, episodio 1x01 (2001)
- Leap Years – serie TV, 20 episodi (2001)
- Just Cause – serie TV, episodio 1x08 (2002)
- Zero Effect, regia di Jake Kasdan – film TV (2002)
- The Dead Zone – serie TV, episodio 2x04 (2003)
- Coast to Coast, regia di Paul Mazursky – film TV (2003)
- Il sesso secondo Josh (Naked Josh) – serie TV, 26 episodi (2004-2006)
- Sombre Zombie, regia di Adam MacDonald – cortometraggio TV (2005)
- CSI: NY – serie TV, episodi 2x01-2x02-2x03 (2005)
- Heritage Minutes – serie TV, episodio 5x06 (2005)
- Crazy, regia di Allison Liddi-Brown – film TV (2005)
- Love Bites – serie TV, 29 episodi (2006-2007)
- The Roommate, regia di Jeff Kassel – film TV (2007)
- St. Urbain's Horseman – miniserie TV, episodio (2007)
- Cold Case - Delitti irrisolti (Cold Case) – serie TV, episodio 6x02 (2008)
- Hawthorne - Angeli in corsia (Hawthorne) – serie TV, 22 episodi (2009-2011)
- Ghost Whisperer - Presenze (Ghost Whisperer) – serie TV, episodio 5x14 (2010)
- CSI - Scena del crimine (CSI: Crime Scene Investigation) – serie TV, episodio 11x04 (2010)
- House of Lies – serie TV, episodio 1x11 (2012)
- Touch – serie TV, episodio 1x06 (2012)
- Weeds – serie TV, 7 episodi (2012)
- Flashpoint – serie TV, episodio 5x02 (2012)
- The Surrogacy Trap, regia di Adrian Wills – film TV (2013)
- La casa del custode (Twist of Faith), regia di Paul A. Kaufman – film TV (2013)
- Motive – serie TV, episodio 1x06 (2013)
- Grimm – serie TV, episodio 4x04 (2014)
- Stalker – serie TV, episodio 1x13 (2015)
- Rosewood – serie TV, episodio 1x15 (2016)
- Un'ultima occasione d'amore (Love Locks), regia di Martin Wood – film TV (2017)
- Taken – serie TV, episodio 2x01 (2018)
- Swap, regia di André Gaumond – film TV (2018)
- Jupiter's Legacy – serie TV, 6 episodi (2021)

### Cortometraggio
- Urban Trenches, regia di Calum de Hartog (2007)

## Doppiatori italiani
Nelle versioni in italiano delle opere in cui ha recitato, David Julian Hirsh è stato doppiato da:
- Alessio Cigliano in Leap Years, Jupiter's Legacy
- Maurizio Fiorentini in CSI: NY
- Emiliano Pacifico ne Il sesso secondo Josh
- Stefano Crescentini in Cold Case - Delitti irrisolti
- Massimiliano Manfredi in Hawthorne - Angeli in corsia
- Vittorio Guerrieri in Ghost Whisperer - Presenze
- Sergio Lucchetti in CSI - Scena del crimine
- Giorgio Borghetti in Motive
- Nanni Baldini in Taken
- Giuliano Bonetto in Un amore sotto l'albero
- Alessandro Parise in Un'ultima occasione d'amore